# Departamento de Valle Fértil
Departamento de Valle Fértil är en kommun i Argentina.   Den ligger i provinsen San Juan, i den centrala delen av landet, 1 000 km nordväst om huvudstaden Buenos Aires.
Omgivningarna runt Departamento de Valle Fértil är i huvudsak ett öppet busklandskap. Trakten runt Departamento de Valle Fértil är nära nog obefolkad, med mindre än två invånare per kvadratkilometer.